# 金井宣茂
金井宣茂（1976年12月5日—）是日本JAXA宇航员。

## 早年
1976年12月出生在东京都，在千葉縣长大。中学就读于習志野市东邦大学东邦高校。2002年3月毕业于埼玉县防衛醫科大學校医学科，毕业后进入海上自衛隊，在防衛医科大学校醫院、自衛隊大湊醫院、自衛隊吴醫院和海上自衛隊第1術科学校等机构的卫生部门工作。期间还练习过弓道、合氣道、居合道和武道，对潜水艇工作人员长期封闭环境下的身心健康状况进行了研究。
2005年到美国海军潜水医学研究机构访学的时候，立下了以后成为宇航员的理想。

## 太空
2009年2月参加了JAXA的宇航员选拔考试，沉着冷静的态度和优秀的身体协调能力让他一路晋级至最后阶段的考核，成为“第一候补”。9月退出海上自卫队，加入JAXA。2011年7月完成基础训练，正式成为JAXA宇航员。2017年8月发布结婚的消息，妻子同是JAXA职员。
2017年12月17日，他与俄罗斯的安东·什卡普列罗夫及美国的斯科特·廷格尔一同乘上联盟号宇宙飞船，在哈萨克斯坦拜科努尔航天发射场发射升空，前往国际空间站。抵达空间站3周后的2018年1月9日，他在Twitter上发文称自己长高了9厘米；不过在第二天发文称自己“量错了”，实际只长高了2厘米，并进行了道歉。

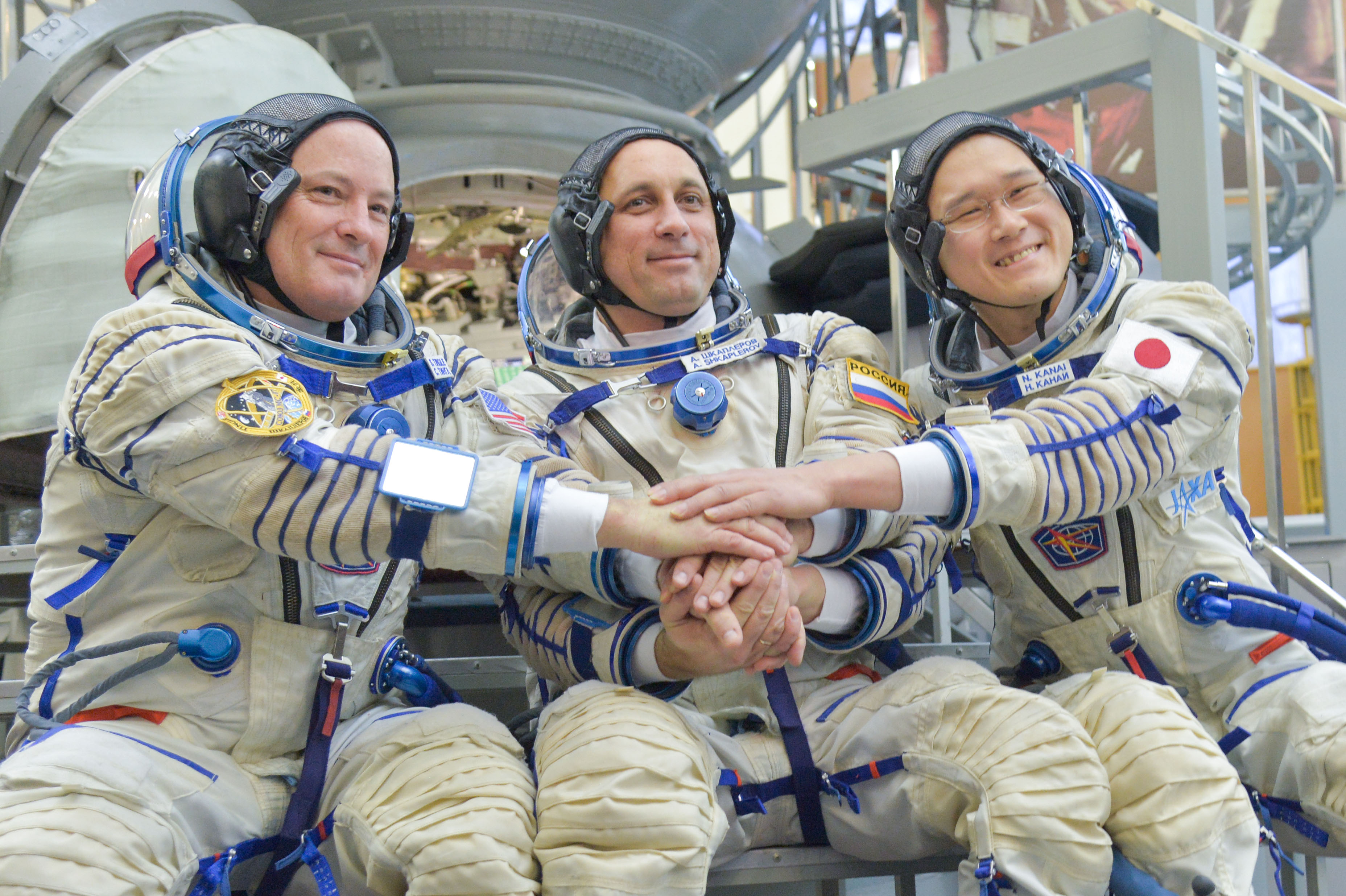
任务中的三人

在太空实验室中，他对可能导致阿尔茨海默病的蛋白质结构进行了研究。2月在空间站舱外进行了零件更换作业，是第4名成功进行舱外活动的日本人。2018年6月3日返回地球。